# Eschborn-Francoforte 2018
La Eschborn-Francoforte 2018, cinquantaseiesima edizione della corsa, valida come ventesima prova dell'UCI World Tour 2018 categoria 1.UWT, si svolse il 1º maggio 2018 su un percorso di 212,5 km, con partenza da Eschborn e arrivo a Francoforte sul Meno, in Germania. La vittoria fu appannaggio del norvegese Alexander Kristoff, che completò il percorso in 5h 13' 24" alla media di 40,68 km/h precedendo l'australiano Michael Matthews e il belga Oliver Naesen.
Al traguardo di Francoforte sul Meno 71 ciclisti, dei 147 partiti da Eschborn, portarono a termine la competizione.

## Squadre e corridori partecipanti
| N.      | Cod. | Squadra                         |
| ------- | ---- | ------------------------------- |
| 1-7     | UAD  | UAE Team Emirates               |
| 11-17   | TKA  | Team Katusha Alpecin            |
| 21-27   | LTS  | Lotto Soudal                    |
| 31-37   | SUN  | Team Sunweb                     |
| 41-47   | QST  | Quick-Step Floors               |
| 51-57   | DDD  | Team Dimension Data             |
| 61-67   | BOH  | Bora-Hansgrohe                  |
| 71-77   | TFS  | Trek-Segafredo                  |
| 81-87   | NIP  | Nippo-Vini Fantini-Europa Ovini |
| 91-97   | ALM  | AG2R La Mondiale                |
| 101-107 | TBM  | Bahrain-Merida                  |

| N.      | Cod. | Squadra                      |
| ------- | ---- | ---------------------------- |
| 111-117 | RNL  | Roompot-Nederlandse Loterij  |
| 121-127 | ABS  | Aqua Blue Sport              |
| 131-137 | WGG  | Wanty-Groupe Gobert          |
| 141-147 | COF  | Cofidis, Solutions Crédits   |
| 151-157 | SVB  | Sport Vlaanderen-Baloise     |
| 161-167 | FST  | Team Fortuneo-Samsic         |
| 171-177 | WVA  | WB Aqua Protect Veranclassic |
| 181-187 | CCC  | CCC Sprandi Polkowice        |
| 191-197 | VWC  | Veranda's Willems-Crelan     |
| 201-207 | GAZ  | Gazprom-RusVelo              |

## Ordine d'arrivo (Top 10)
| Pos. | Corridore          | Squadra      | Tempo    |
| ---- | ------------------ | ------------ | -------- |
| 1    | Alexander Kristoff | Katusha      | 5h13'24" |
| 2    | Michael Matthews   | Sunweb       | s.t.     |
| 3    | Oliver Naesen      | AG2R         | s.t.     |
| 4    | Andrea Pasqualon   | Wanty        | s.t.     |
| 5    | Sean De Bie        | Veranda's    | s.t.     |
| 6    | Grega Bole         | Bahrain-Mer. | s.t.     |
| 7    | Sam Bennett        | Bora         | s.t.     |
| 8    | E. Boasson Hagen   | Dimension    | s.t.     |
| 9    | Jan Tratnik        | CCC          | s.t.     |
| 10   | Juan José Lobato   | Nippo        | s.t.     |